# Diadegma ledicola
Diadegma ledicola là một loài tò vò trong họ Ichneumonidae.